# Ranunculus abbaianus
Ranunculus abbaianus är en ranunkelväxtart som beskrevs av Dunkel. Ranunculus abbaianus ingår i släktet ranunkler, och familjen ranunkelväxter. Inga underarter finns listade i Catalogue of Life.